# Micrathena decorata
Micrathena decorata là một loài nhện trong họ Araneidae.
Loài này thuộc chi Micrathena. Micrathena decorata được Arthur Merton Chickering miêu tả năm 1960.